# Salt Lake Assembly Hall

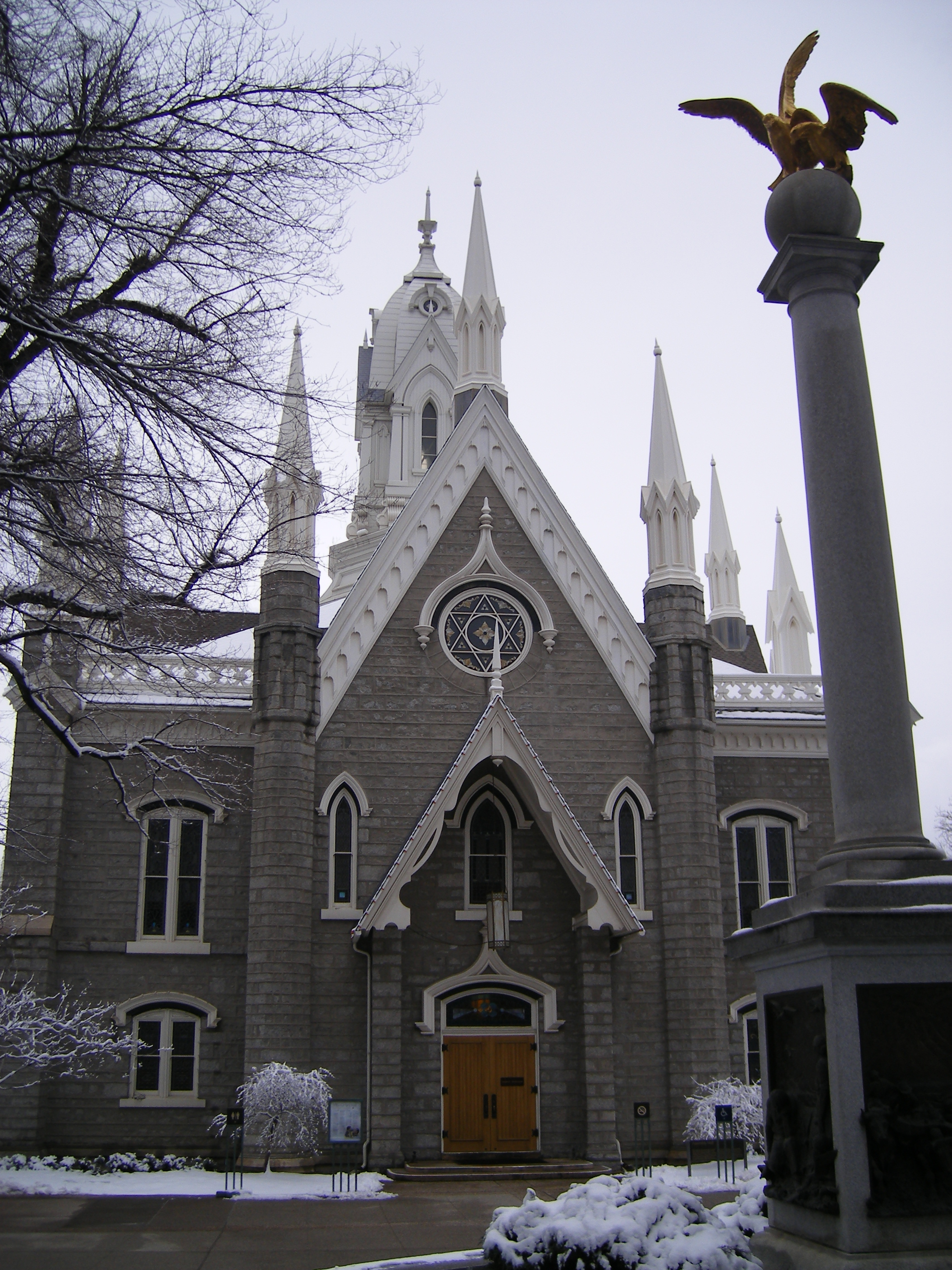
Salt Lake Assembly Hall, vpravo Seagull Monument.

Salt Lake Assembly Hall je jednou z budov Církve Ježíše Krista Svatých posledních dnů na jihozápadě Temple Square v Salt Lake City ve státě Utah. Jejím vlastníkem je Církev Ježíše Krista Svatých posledních dnů. Je postavena v viktoriánském gotickém stylu a pojme přibližně 1 400 diváků. Její výstavba byla zahájena v roce 1877.